# Art des Seldjoukides d'Iran
L'art des Seldjoukides d'Iran désigne l'art produit dans tout l'est du monde islamique, entre la prise de Bagdad (1055) et les invasions mongoles (fin du XIIIe siècle. 
Nomades d'origine turque (c’est-à-dire de Mongolie actuelle), les Seldjoukides déferlent sur le monde Islamique vers la fin du Xe siècle par l'Est de l'Iran (Transoxiane et Khwarezm). Ils établissent peu à peu du pouvoir en jouant sur les inimitiés entre les différentes micro-dynasties de la région et s'emparent de Bagdad en 1048, mettant fin au règne abbasside dans les faits, bien que conservant un calife-marionnette sur le trône de Bagdad. Les Seldjoukides, comme leurs prédécesseurs, voient leur pouvoir décroître au fil du temps, et de nombreuses petites dynasties voir le jour dans les zones les plus reculées. On estime la fin de la période seldjoukide en Iran à 1194, bien que la production d'objet homonymes date de la fin du XIIe et du début du XIIIe siècle, et qu'elle a donc[pas clair] été réalisée pour des souverains indépendants, d'États plus petits.

## Architecture

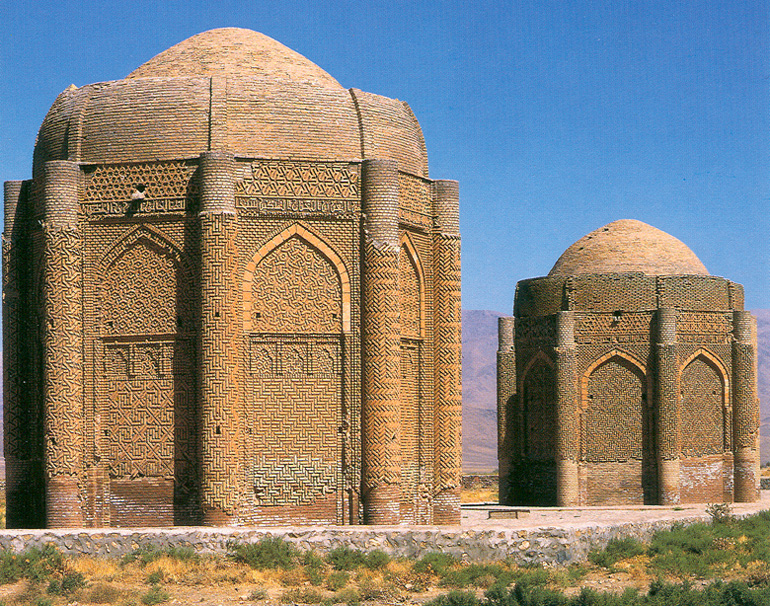
Tours jumelles de Kharaghan, Province de Qazvin, 1067, Iran.

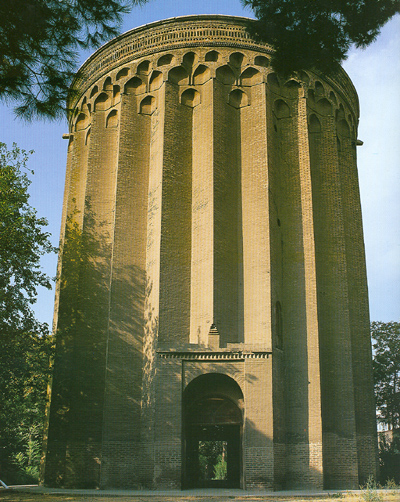
Tour funéraire du seldjoukide Tuğrul Bey à Rey (XIIe siècle).

### Architecture religieuse
Sous les Seldjoukides apparait pour la première fois le plan dit « iranien », peut-être dans le remaniement de la Grande Mosquée d'Ispahan. Le plan iranien comporte quatre iwans disposés de manière cruciforme autour d'une cour, ainsi qu'une salle sous coupole servant de salle de prière. Dans la grande mosquée d'Ispahan telle qu'elle se présentait à l'époque, il semble (selon les travaux de Galdieri) que cette pièce se trouvait détachée du reste de la mosquée par un couloir à ciel ouvert qui l'excluait de l'ancienne salle de prière hypostyle. De nombreuses hypothèses circulent à propos de cet édifice extrêmement complexe, et il serait hasardeux d'en dire davantage étant donné les nombreuses études contradictoires. On sait simplement que ce bâtiment est contemporain de la construction de nombreuses autres mosquées à Ardestan, Zvareh, Qazvin, Qurva, etc. Celle de Saveh est un peu plus tardive (1136) et bien connue, avec un plan iranien modèle et une belle salle sous coupole qui jouxte l'iwan du sud-ouest.

### Architecture funéraire
Un autre monument important de cette période est le mausolée de Sanjar à Merv (Turkménistan actuel), qui date de 1152 environ. Construit en briques, comme il est de tradition en Iran, il constitue l'un des monuments funéraires les plus imposants connus. Il est organisé en deux parties : une haute base carrée, ouverte d'arcades en partie supérieure, et un tambour circulaire soutenant une double coupole (hémisphérique à l'intérieur, et sans doute pointue à l'extérieur). Le décor ici est assez minimal, alors qu'il se développe sur d'autres monuments funéraires comme la tour de Masud à Ghazni (début du XIIe siècle). Le décor architectural à cette période est réalisé principalement grâce aux jeux sur la disposition des briques et à des motifs de plâtre.

## Objets

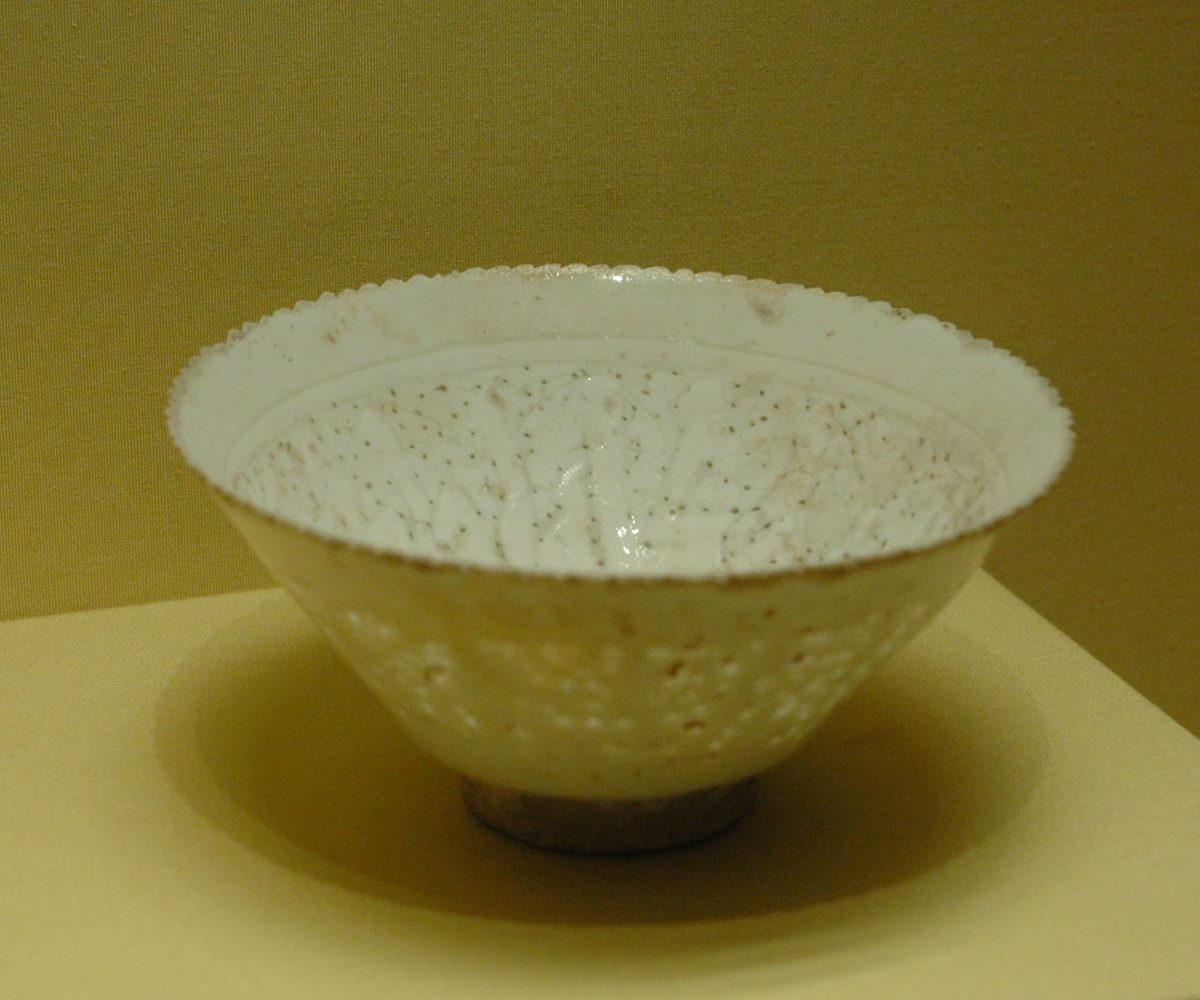
Coupe à décor en grain de riz, pâte siliceuse, Iran, XIIe siècle, Louvre

Pour les objets, comme on l'a déjà fait remarquer, ceux que l'on appelle « seldjoukides » sont en réalité plus tardifs.

### Céramique

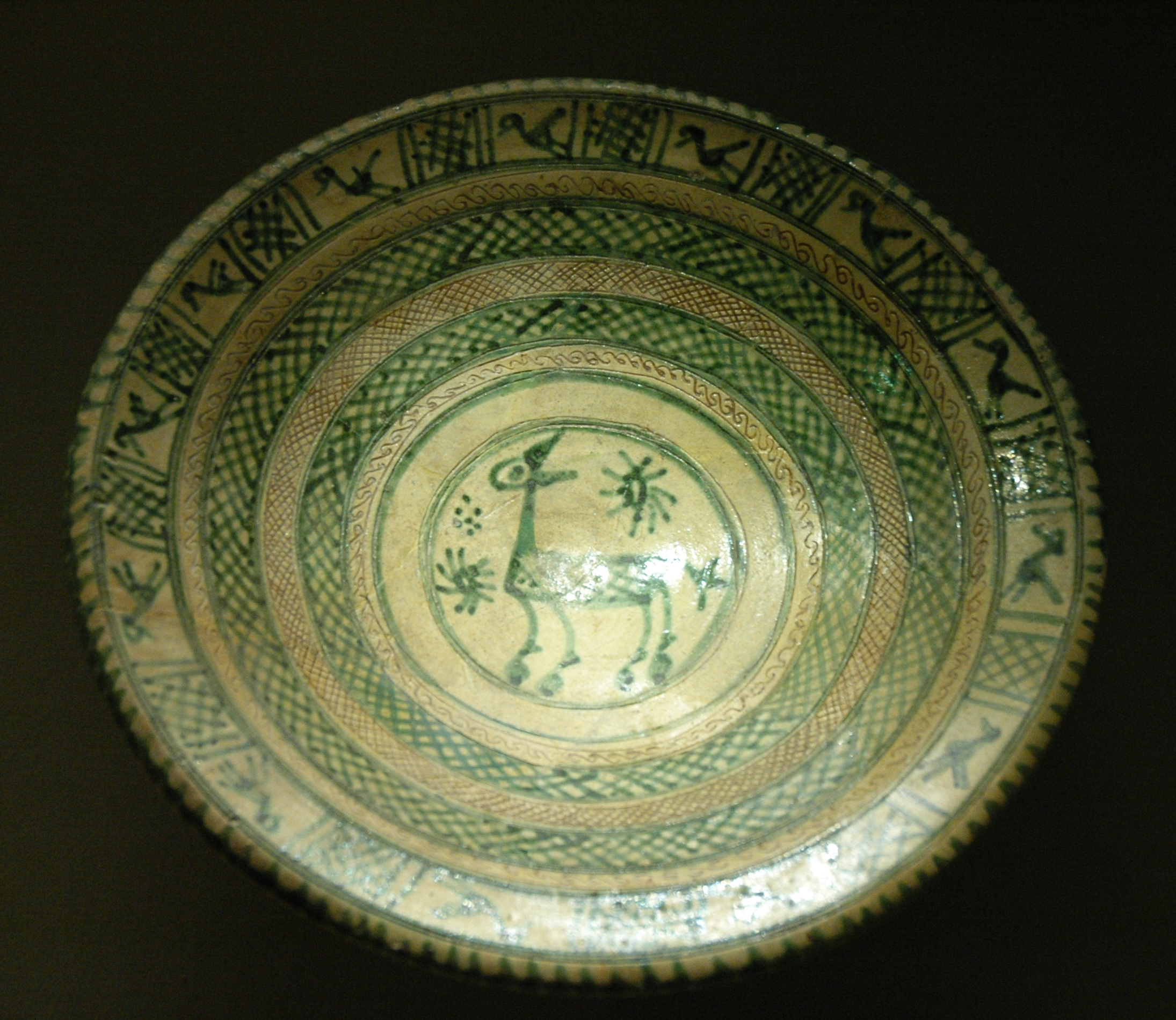
Coupe à l'âne, XIIe siècle - XIII, Musée du Louvre.
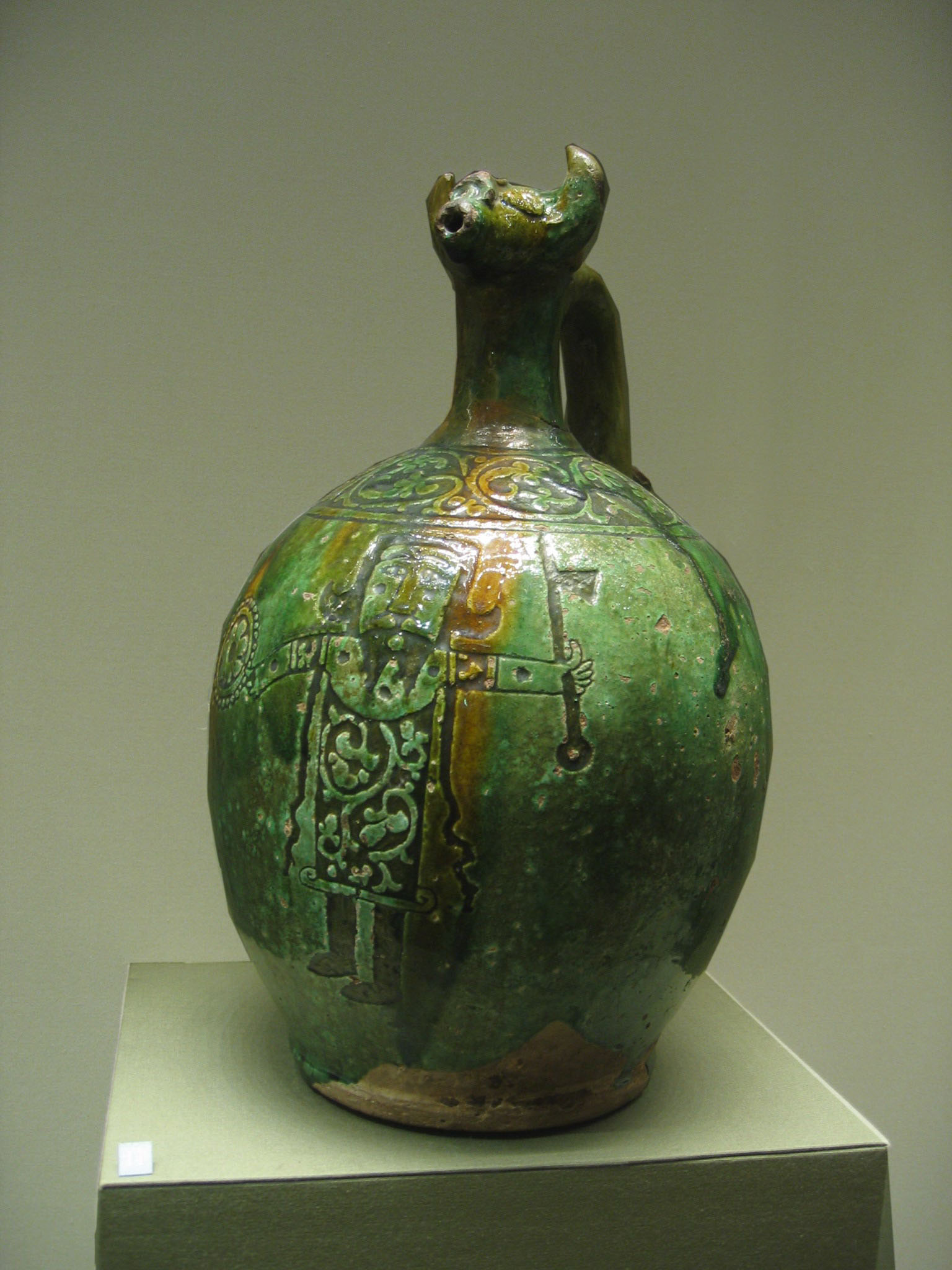
Aiguière à tête d'animal, XIIe siècle - XIII, Musée du Louvre.
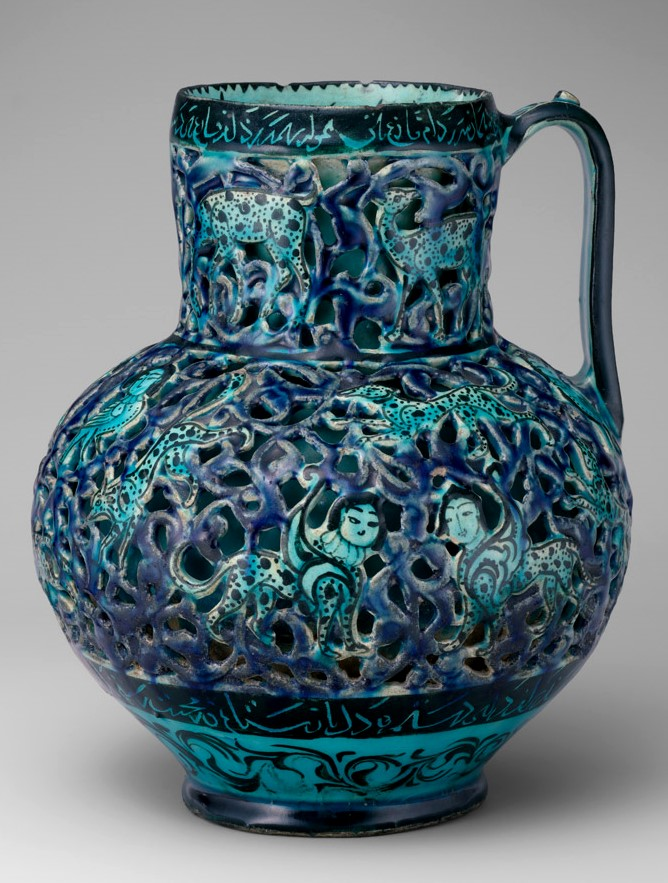
Cruchon réticulé, 1215, Metropolitan Museum of Art.
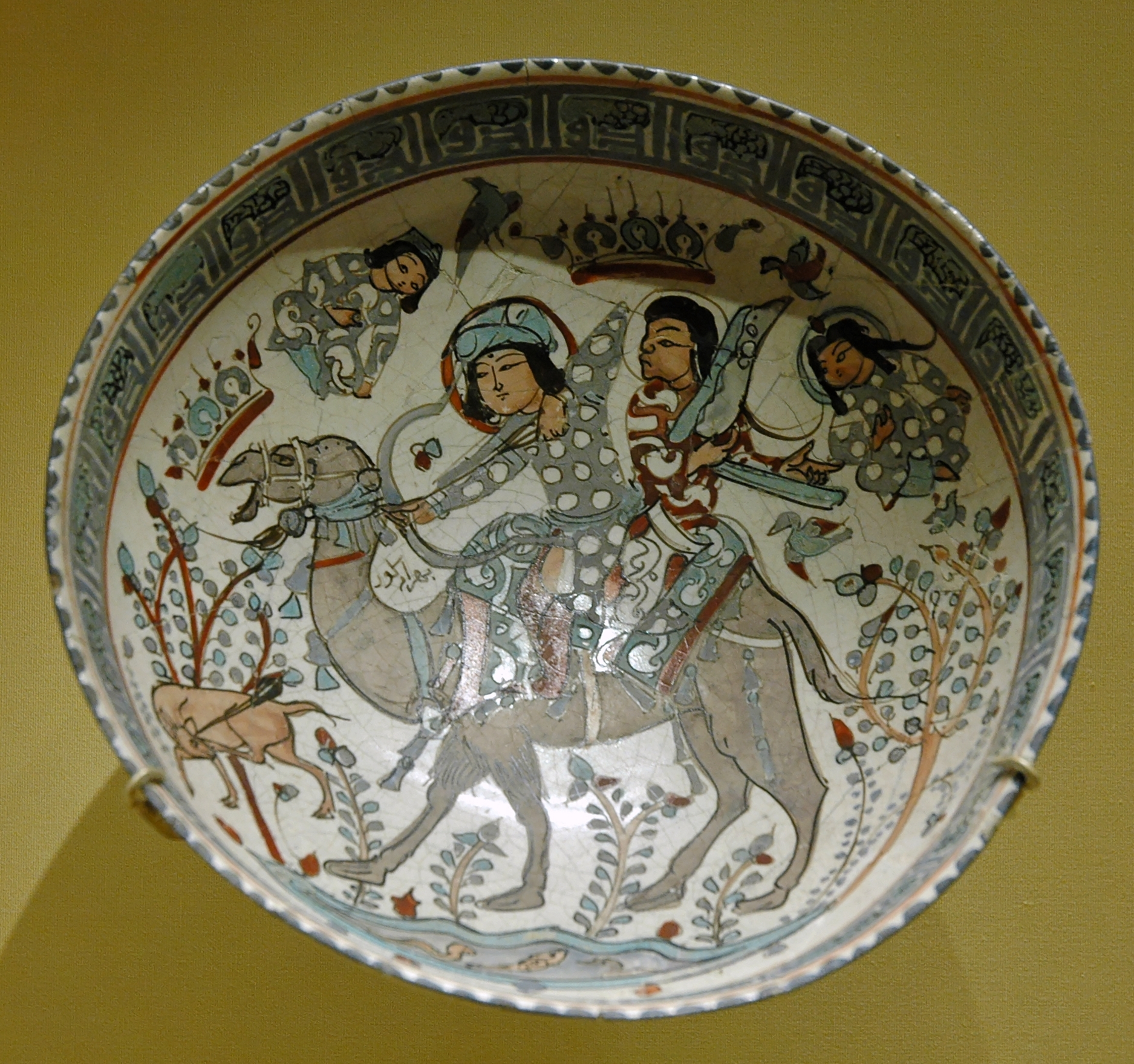
Bol avec Bahram Gûr et Azadeh, fin du XII, début du XIII, Metropolitan Museum of Art.
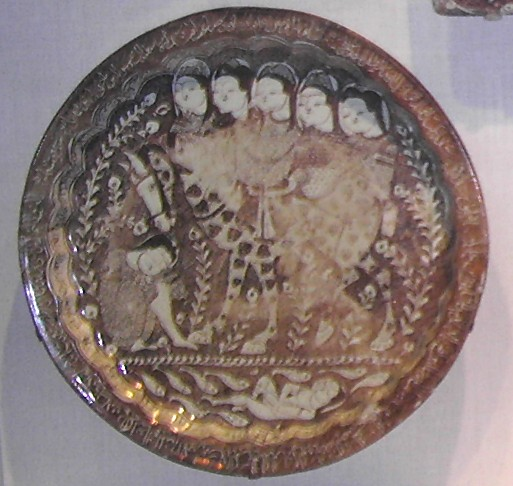
Coupe au palefrenier endormi, 1210, Kachan, Freer Gallery of Art.
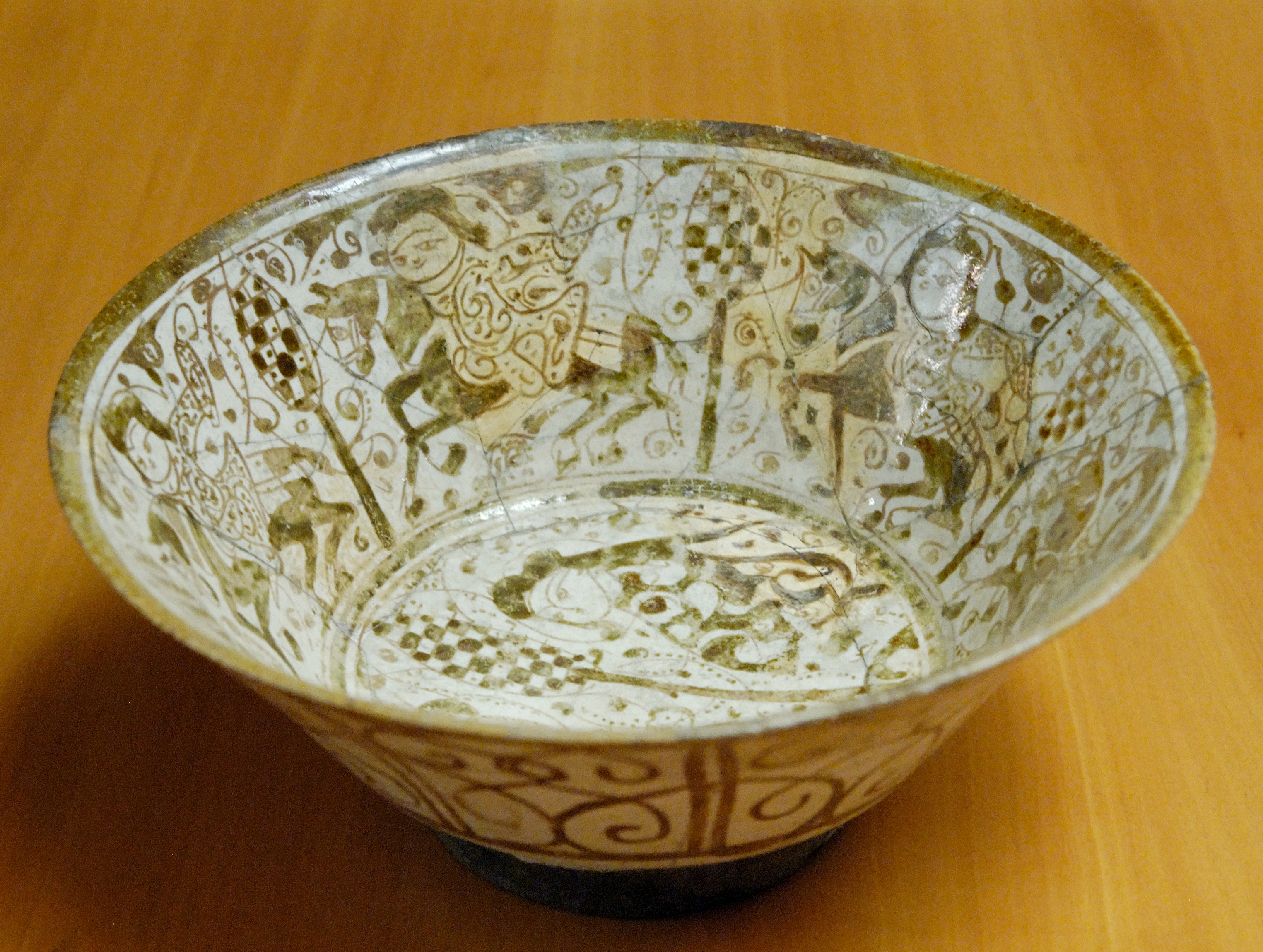
Coupe à décor de cavaliers, vers 1180-1220, Musée des beaux-arts de Lyon.
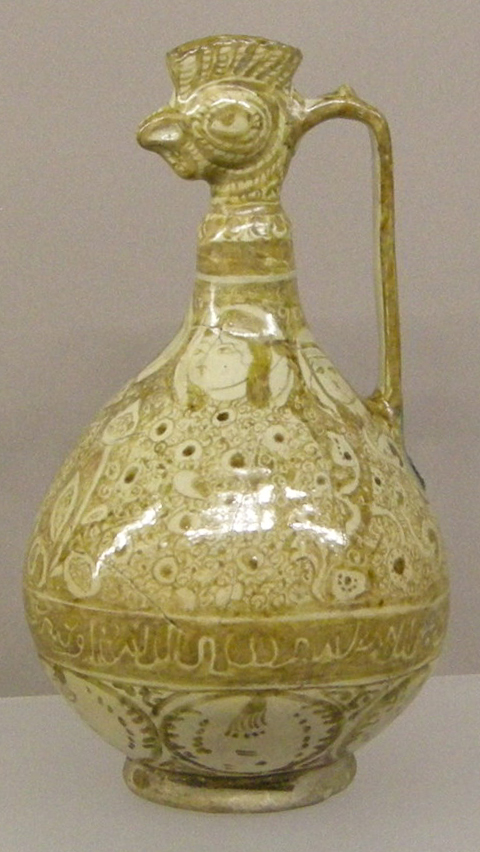
Aiguière à tête de coq, fin du XII, début du XIII, Musée d'Art Oriental de Turin (Italie).
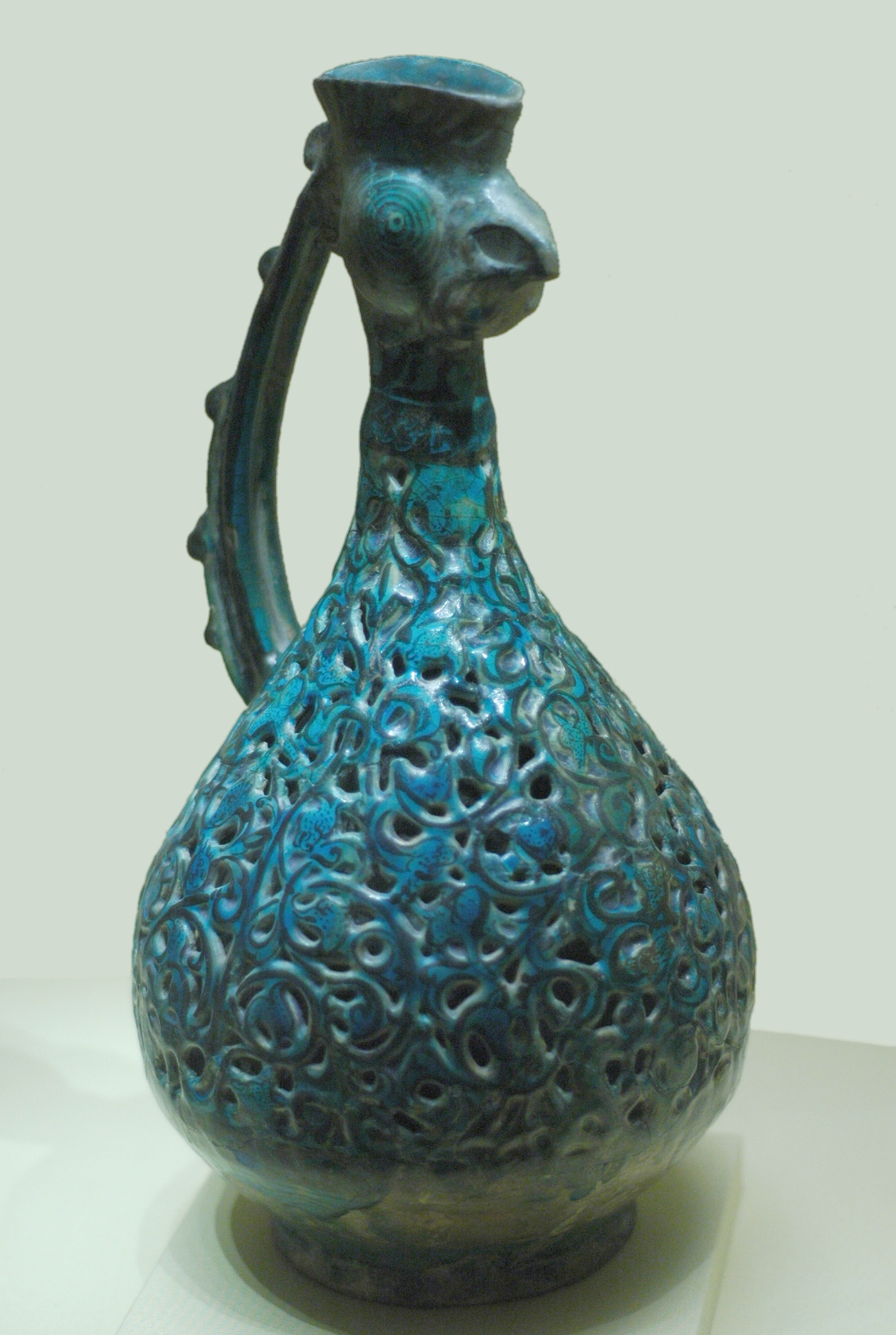
Aiguière à tête de coq, XIII, Musée du Louvre,.
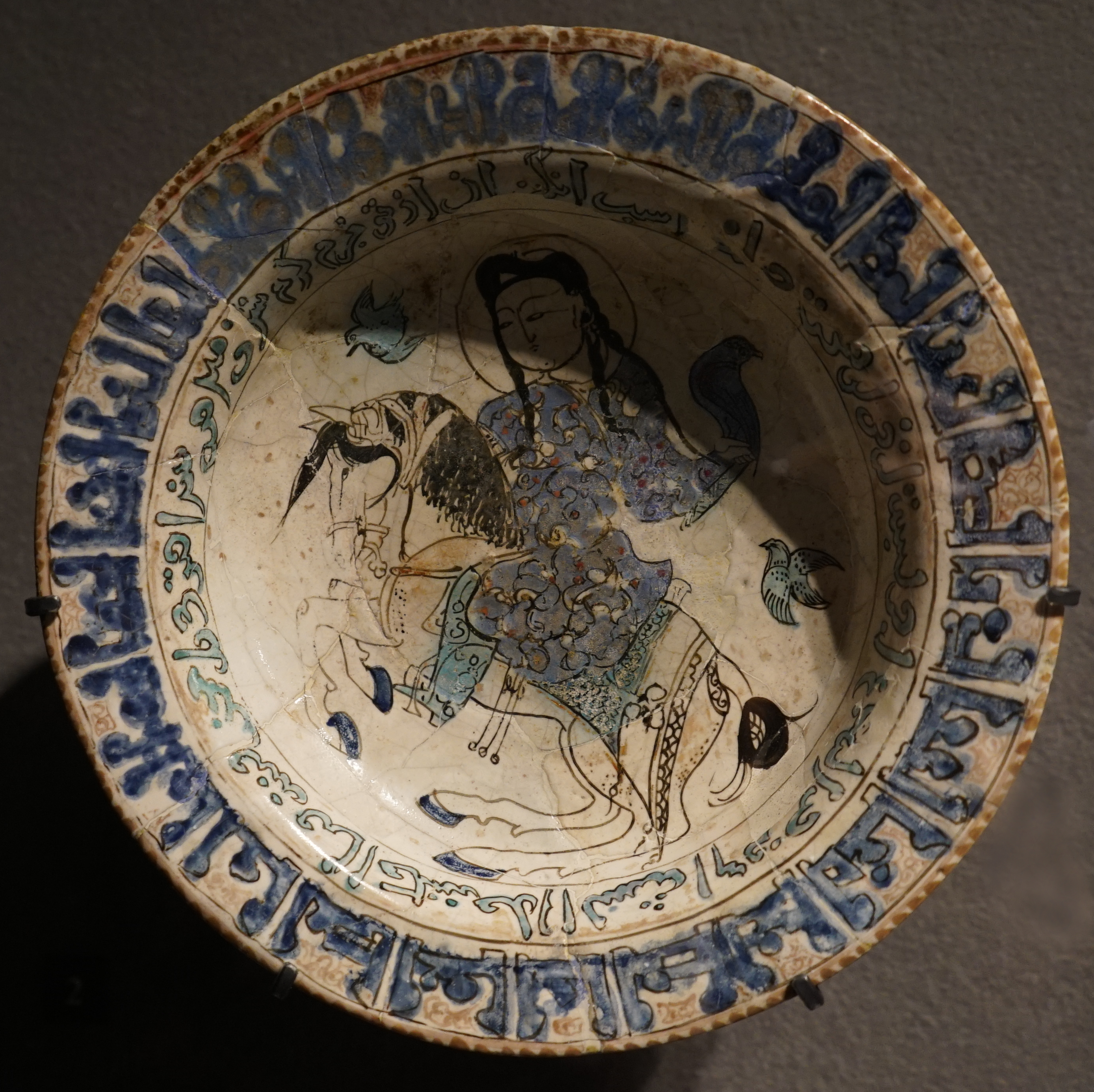
Coupe au fauconnier à cheval, début du XIII, Musée du Louvre.
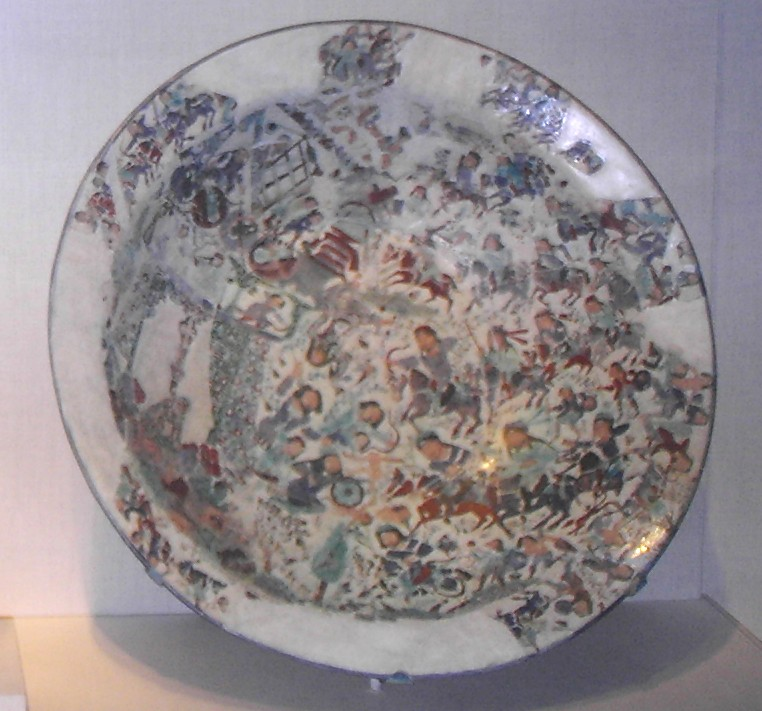
Grand plat, fin du XII, début du XIII, Freer Gallery of Art.

La céramique à cette période bénéficie d'une avancée considérable : l'invention de la pâte siliceuse. Il s'agit d'un type de pâte nouveau, qui comporte moins d'argile que celle utilisée précédemment, mais plus de quartz. La matière est beaucoup plus difficile à travailler du fait de sa dureté, mais aussi plus blanche et plus fine. Les potiers ne l'utilisaient sans doute que pour la vaisselle de luxe. Il est possible que les Iraniens ait été précédés par les Fatimides, cependant, d'autres spécialistes estiment qu'ils auraient pu redécouvrir une technique existant dans l'antiquité ou faire des recherches ciblées pour obtenir une pâte ressemblant à celle de la porcelaine chinoise, et ce malgré l'absence de kaolin en Iran.

#### Les céramiques  blanches
Le décor de ces pièces peut tout d'abord jouer sur la qualité intrinsèque de l'objet, en mettant en relief sa transparence, sa blancheur par l'apposition d'une glaçure incolore et le percement de petits trous (décors en « grain de riz ») ou la gravure d'inscriptions dans la pâte. La pâte siliceuse  permet d'obtenir des parois très fines, certaines proches de la transparence, avec une couleur blanche. Le décor pouvait être incisé, gravé ou moulé.
Les représentations animées sont rares sur ce type de céramique.
Ce type de production a pu être réalisé dans des centres tels que  Kashan et Gorgan. Ils ont été fabriqués également en Afghanistan. Leur production a continué après l'invasion mongole; des artistes ont fui vers la Syrie et l'Anatolie où ce type de production est attesté jusqu'au milieu du XIIIe siècle.

#### Les céramiques monochrome à glaçures colorées
Ce groupe est à rapprocher du précédent.
La nouveauté réelle était qu'une glaçure alcaline monocolore était appliquée sur une céramique siliceuse. Cette technique a concerné la plupart des types d'objets (coupes, aiguères, cruches, brûle-parfums, lampes...). Elles ont été fabriquées dans plusieurs centres en Iran, les plus probables étant Nishapur, Kashan, Gorgan et Kerman.
La période de production commence au XIIe siècle. Il est attesté qu'elle continue à être produite après l'invasion mogole.

#### Les céramiques peintes sous glaçure
S'agissant de pâtes siliceuse, la peinture sous glaçure se fait quasi systématiquement sous glaçure alcaline  et non plus plombifère (qui convient mieux aux pâtes argileuses). On distingue :
- Les peintures sous glaçure transparente : généralement deux couleurs sont appliquées, parmi le noir, le bleu cobalt, le vert, le bleu turquoise. La décoration est florale, épigraphique ou figurative.

- Les peintures sous glaçure colorée : dans ce cas, la glaçure est bleue, verte ou turquoise, les couleurs appliquées sous glaçure étant plus limitées.

Toutes ces productions ont été faites durant le premier quart du XIIIe siècle, plus précisément avant l'invasion mongole (1220). les centres de production les plus importants étaient Kashan, Gorgan et probablement Nichapour.
Les céramiques réticulées forment un sous-ensemble particulier des céramiques peintes sous glaçure ; la technique est utilisée pour des vases, cruches ou aiguières pour lesquels on a deux parois : à la paroi intérieure qui garde sa fonction d'étanchéité, vient s'ajouter une seconde  enveloppe à but décoratif, ajourée et  décorée, sous glaçure bleu turquoise, de motifs bleu cobalt ou noirs. Les motifs représentent des palmettes, des tiges fleuries, des animaux,.

#### Les céramiques à décor "en silhouette"
Cette époque voit aussi le développement du  décor "en silhouette"  sur céramique siliceuse. Il s'agit d'un décor qui s'apparente au champlevé : la poterie est recouverte d'une épaisse couche d'engobe argileux noir ou marron sur lequel l'artisan grave ou détoure les motifs. Par la suite, la poterie est recouverte d'une glaçure transparente ou  monocolore, généralement bleue, ivoire ou verte,.

#### Les céramiques à lustre métallique
Concernant la céramique lustrée, deux styles sont généralement cités, le style monumental et le style miniaturiste ; d'après Soustiel, s'appuyant sur Arthur Upham Pope, la production de céramique lustrée se manifeste d'abord à Rey, avec le style monumental, caractérisé par des personnages ou animaux le plus souvent en réserve sur le fond lustré, le décor étant dominé par de grandes figures centrales. Puis c'est à Kashan que l'on trouve le style s'approchant du style miniaturiste, caractérisé par la présence de personnages plus nombreux, de plus petite taille, groupés ou agencés par rangées, où la scène occupe l'ensemble du décor. Il est généralement admis que ce style est dérivé des enluminures de manuscrits contemporains. Toujours selon Soustiel, d'autres ateliers de céramique lustrée ont été signalés à Gorgan et à Saveh.
Des recherches plus récentes citant Watson et Ernst Grube, remettent en cause l'importance, voire l'existence des sites de Rey, Gorgan et Saveh, le centre essentiel de production étant Kashan, où le style monumental et le style miniaturiste étaient présents, suivis par un troisième style où l'arrière plan est plus travaillé.

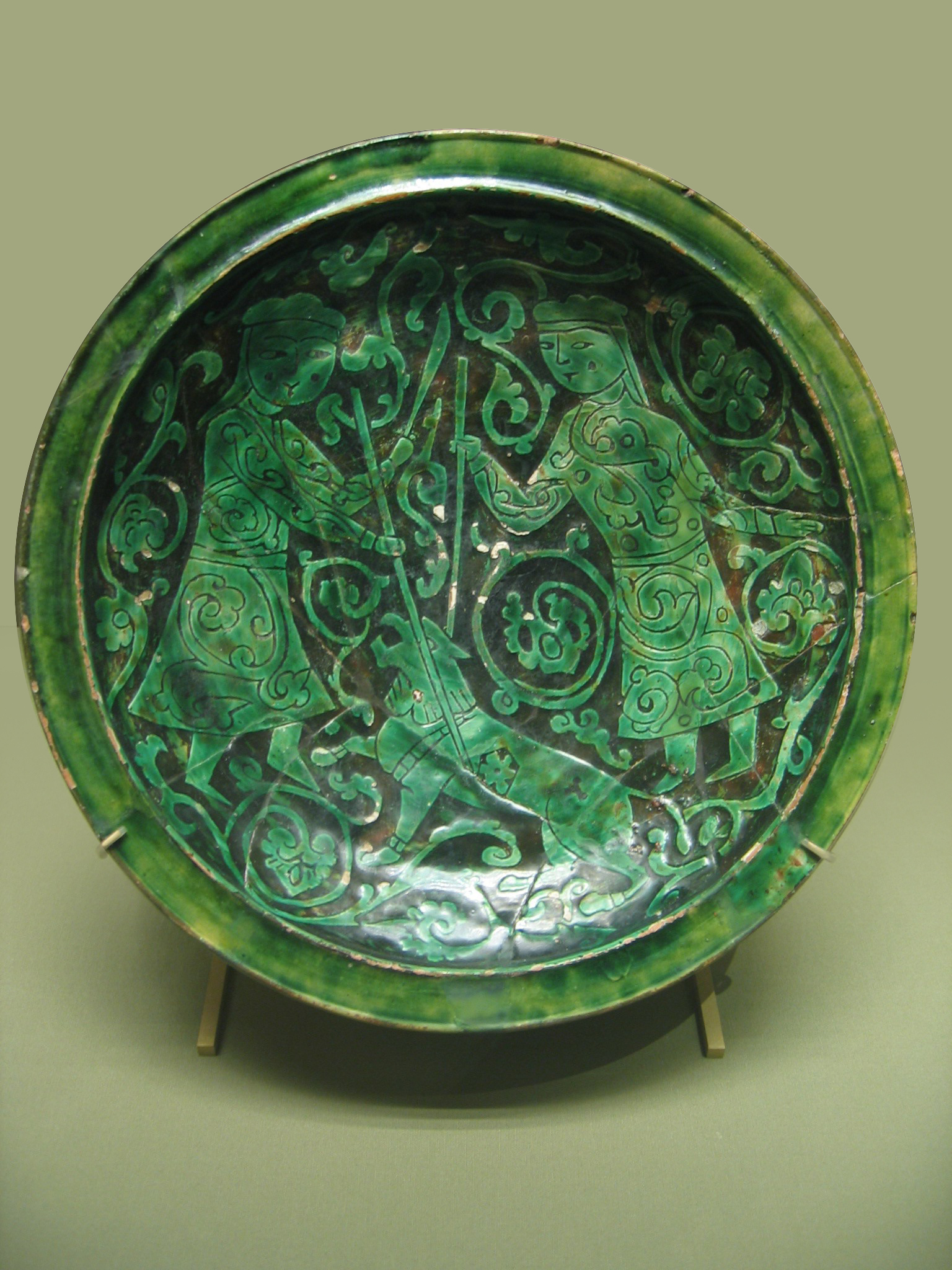
Coupe aux chasseurs,, Musée du Louvre.

#### Les céramiques de petit feu (mina'i)
Les Seldjoukides sont également à l'origine d'une technique dite minaï (« email ») ou haft-rang (« sept couleurs »). Elle permet d'obtenir un décor extrêmement polychrome, avec sept couleurs de base : rouge, blanc, noir, or, vert, brun et bleu. Deux cuissons au moins, à des températures différentes, sont nécessaires pour cuire les couleurs, qui ne résistent pas toutes à la haute température, et pour obtenir des nuances (notamment de vert, bleu et brun qui sont des pigments instables). Il s'agit donc d'une technique particulièrement délicate et coûteuse. Les décors ainsi réalisés s'inspirent largement de l'art du livre. Un suprême raffinement consiste à mélanger les deux techniques du lustre et du haft-rang.
Ce type de production est tardif dans la période seljoukide : il est vraisemblablement apparu durant le dernier quart du XIIe siècle. Aucun exemplaire postérieur à l'invasion mongole n'est attesté.
Les scènes sont traitées soit dans le style monumental, soit dans le  style miniaturiste, attestant là encore de l'existence de manuscrits illustrés de cette manière. Selon Soustiel, les pièces les plus anciennes, qui se rapprochent du style monumental, auraient été produites à Rey, celles se rapprochant du style miniaturiste  étant produites soit à Rey soit à Kashan. Selon Geza Fehervari, donc plus récemment, le centre le plus important de production se situait à  Kashan.
L'iconographie des pièces minaï comprend des animaux fantastiques (sphinx, harpies), des scènes de la vie de cour, des épisodes du  Shâh Nâmeh de Ferdowsî, et du Khamseh (les cinq trésors) de Nizami.
Il ne faut pas penser, pourtant, que les techniques plus anciennes sont abandonnées : on trouve encore de nombreuses pièces en pâte argileuse avec des glaçures colorées et des décors plus simples, comme le prouve la pièce ci-contre, La coupe aux chasseurs, conservée au musée du Louvre.

### Métal
Les métaux dits seldjoukides marquent un apogée dans cet art. Les métaux précieux semblent moins utilisés que le bronze et les autres alliages cuivreux. On a longtemps pensé que cela était dû à une pénurie de l'or et de l'argent, cependant, des chercheurs comme Mélikian-Chirvani remettent fortement en cause cette hypothèse, non attestée par les travaux des historiens. Beaucoup d'objets semblent avoir été faits pour le marché, et non pour un commanditaire particulier, ce qui s'expliquerait par la montée d'une bourgeoisie marchande.
C'est vers la fin du XIIe siècle qu'apparaissent les métaux incrustés, qui forment la plus importante et la plus riche production. Cependant, on connaît également des objets non incrustés, comme une série de brûle-parfums en forme de lions extrêmement stylisés, dont un exemplaire est conservé au Metropolitan Museum of Art et un autre au Louvre.
Dans les métaux incrustés, on compte des chandeliers, des encriers de diverses formes (c'est à ce moment qu'apparaît le type de l'encrier en forme de mausolée, par exemple), des cruches, des plateaux, des aiguières, etc. Les incrustations sont faites de cuivre, d'argent ou d'or, soit sous forme de filets, soit, un peu plus tard, sous forme de plaques. Les motifs décoratifs sont géométriques ou représentent la flore, le monde animal, ou des scènes figuratives  (scènes de cour, scènes de chasse, signes du zodiaque). Un objet particulièrement important est le seau Bobrinsky, conservé au Musée de l'Ermitage à Saint-Pétersbourg, qui porte une date (correspondant à 1163 de l'ère chrétienne), la mention du commanditaire, la signature de l'artiste et l'indication « fait à Hérat ». Dans ce même musée, on trouve un aquamanile en forme de zébu qui allaite son petit alors qu'un lion lui dévore la bosse. Son importance réside dans sa date : 1206, la plus avancée connue pour un objet dit seldjoukide.
Notons enfin une production très particulière : le bronze blanc, un alliage de cuivre et d'étain, mais avec une proportion d'étain si forte (plus de 15 %) que le métal prend une couleur pâle et devient extrêmement cassant, aussi fragile que du verre. Les rares pièces faites et conservées montrent que le métal était coulé, et non pas martelé comme pour les autres pièces.

## Sélection d'œuvres

### Céramique

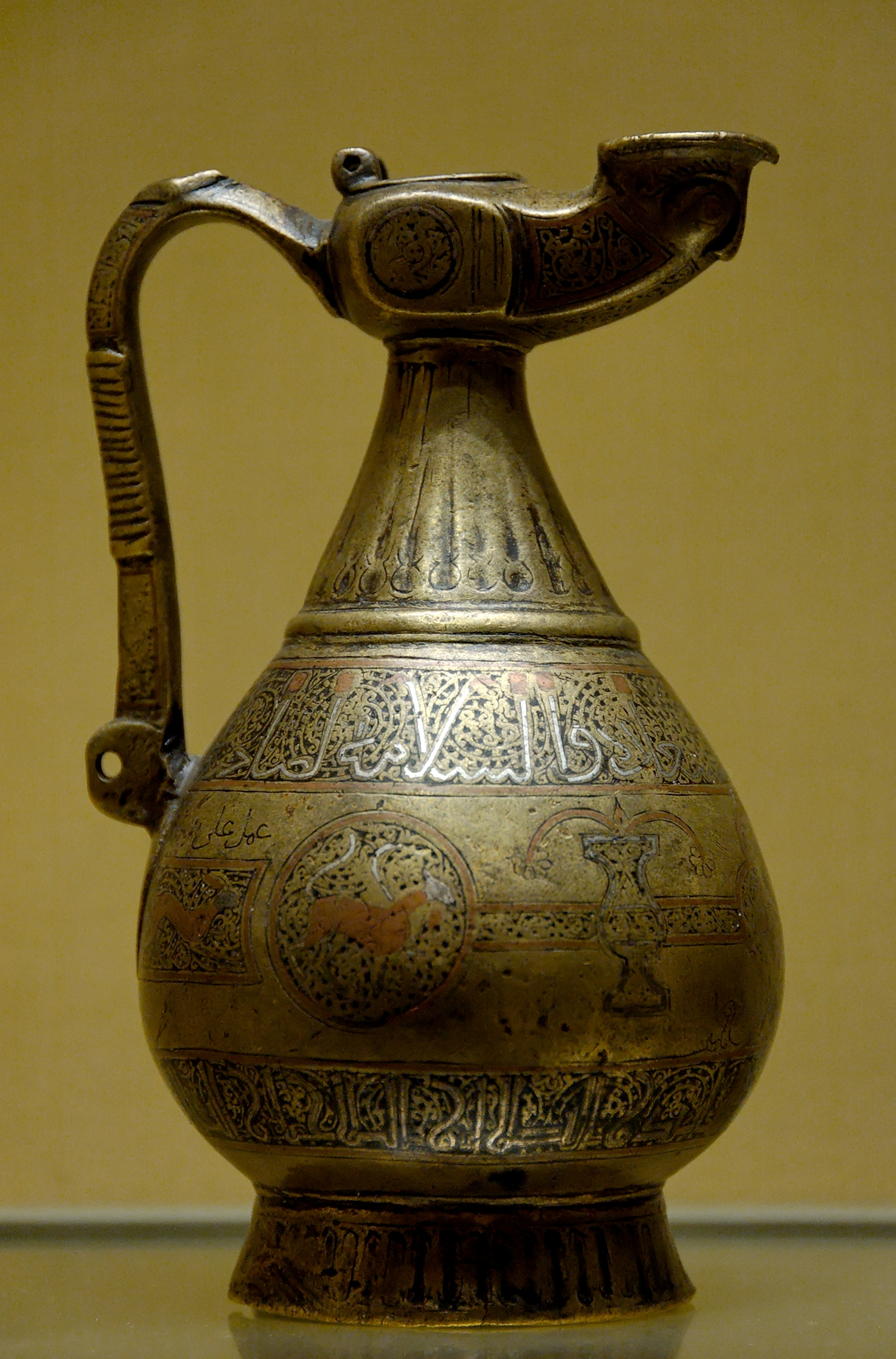
Coupe à l'âne, XIIe - XIIIe siècle, Musée du Louvre[8].
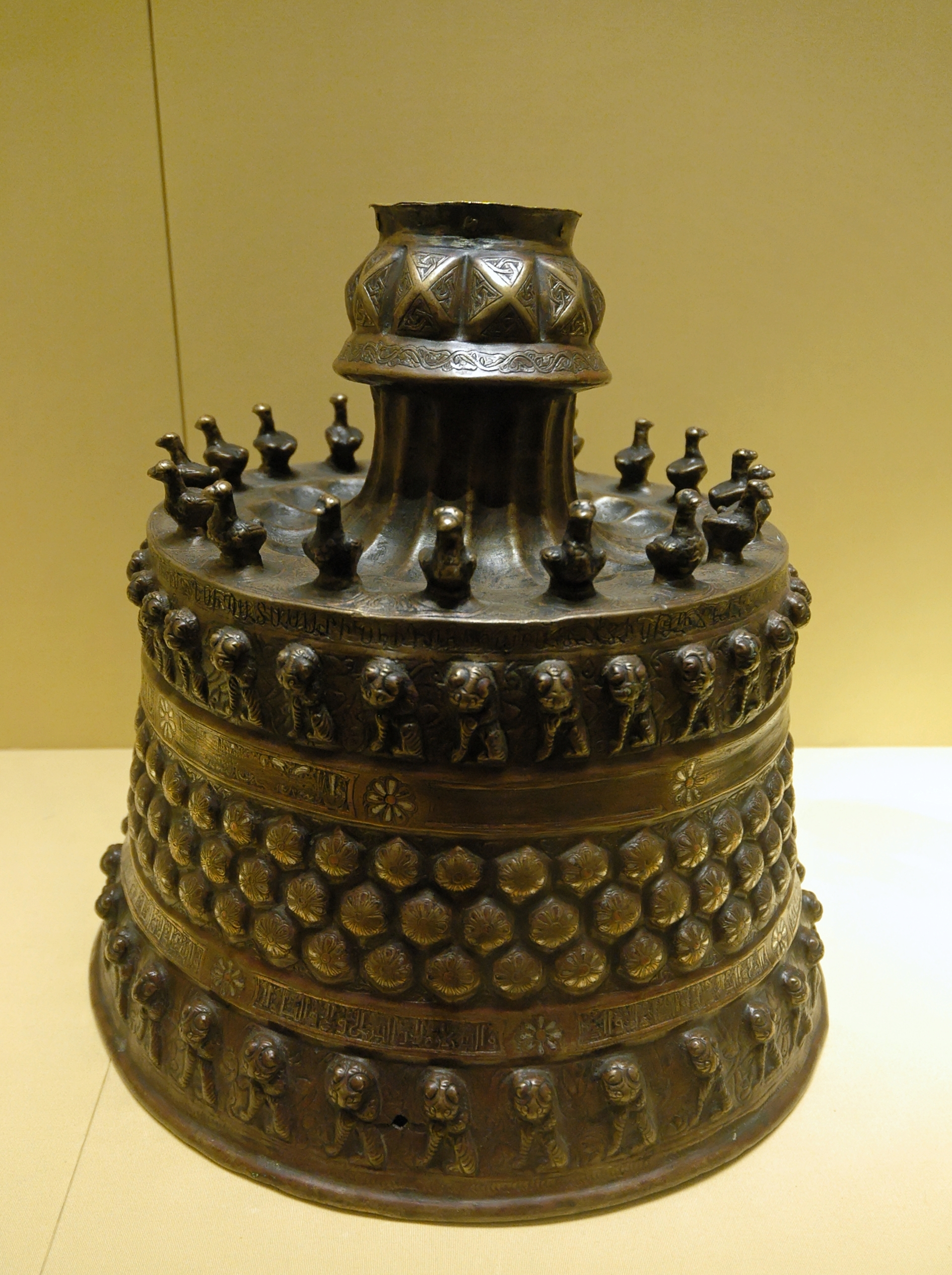
Aiguière à tête d'animal, XIIe - XIIIe siècle, Musée du Louvre[9].
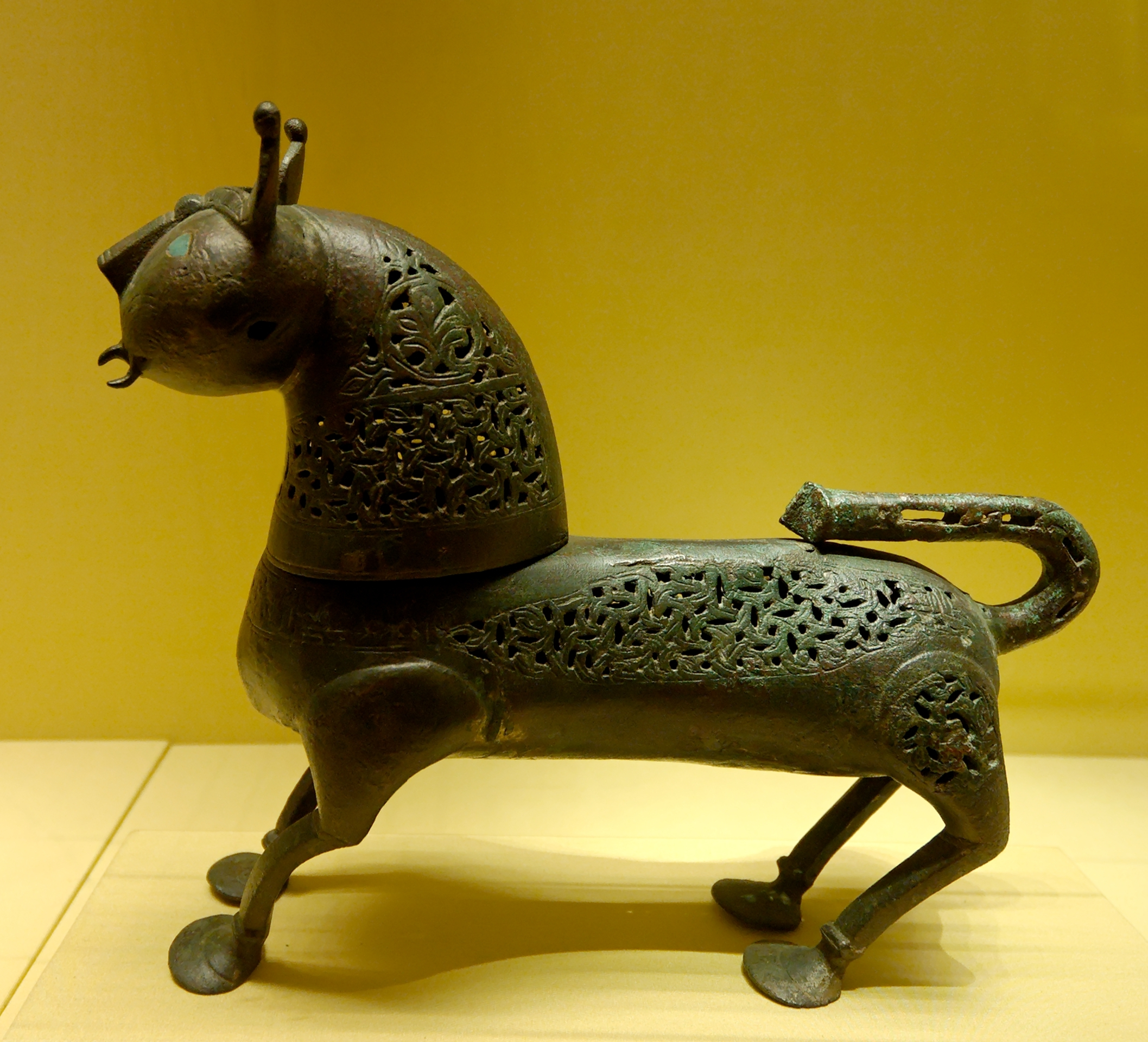
Lion brûle-parfum, XIe siècle - XII, Musée du Louvre.
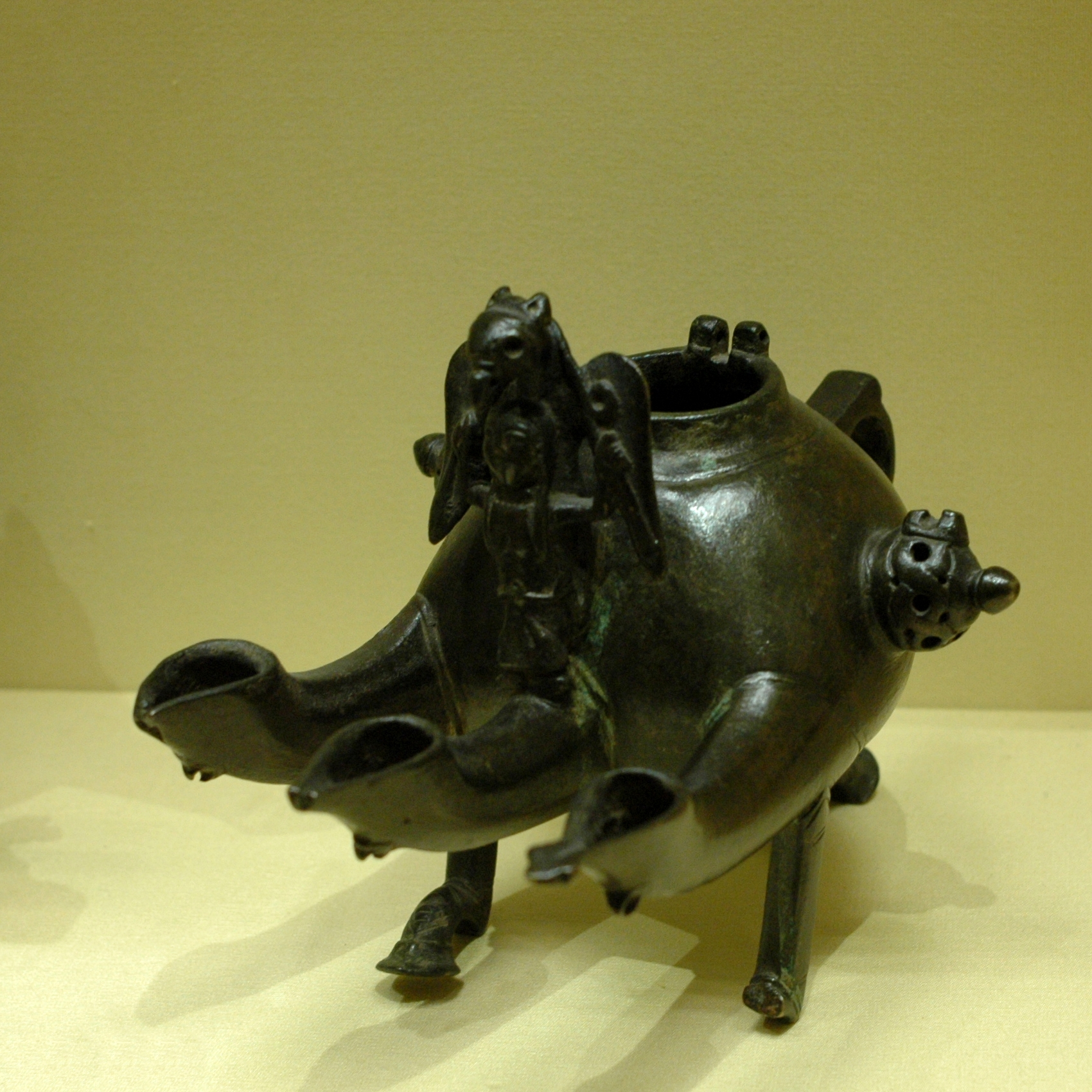
Lampe à trois becs, XIe ou XII, Musée du Louvre.
Aiguière, 1180-1200, British Museum.

- Cruchon réticulé, 1215, Metropolitan Museum of Art[10].
- Bol avec Bahram Gûr et Azadeh, fin du XIIe siècle, début du XIIIe siècle, Metropolitan Museum of Art[11].
- Coupe au palefrenier endormi, 1210, Kachan, Freer Gallery of Art[12].
- Coupe à décor de cavaliers, vers 1180-1220, Musée des beaux-arts de Lyon[13].
- Aiguière à tête de coq, fin du XIIe siècle, début du XIIIe siècle, Musée d'Art Oriental de Turin (Italie)[14].
- Aiguière à tête de coq, XIIIe siècle, Musée du Louvre[15],[16].
- Coupe au fauconnier à cheval, début du XIIIe siècle, Musée du Louvre[17].
- Grand plat, fin du XIIe siècle, début du XIIIe siècle, Freer Gallery of Art[18].

### Métal
- Aiguière à panse piriforme, fin du XIIe siècle, Musée du Louvre[19].
- Chandelier aux canards, XIIe - XIIIe siècle, Musée du Louvre[20].
- Lion brûle-parfum, XIe - XIIe siècle, Musée du Louvre[21].
- Lampe à trois becs, XIe ou XIIe siècle, Musée du Louvre[22].
- Aiguière, 1180-1200, British Museum[23].